# 刑法犯罪三階理論
刑法犯罪三階理論（德語：der trichotomisch aufgebauten Dogmatik des Strafrechts）為刑法學上用以判斷行為人是否成立犯罪的理論之一，在大陸法系刑法學界內廣泛受到使用。刑法犯罪三階理論判斷犯罪，可分為三個步驟：構成要件該當性（Tatbestand）、違法性（Rechtswidrigkeit）和有責性（Schuld）。同時滿足構成要件該當性和具備違法性的行為稱為不法行為，一行為必須要不法且有罪責才能構成犯罪。
不法（構成要件該當性、違法性）乃是針對行為本身所為的價值判斷，而罪責則是針對行為人的價值判斷。

## 構成要件該當性
「構成要件該當性」，或稱「構成要件合致性」，是指在罪刑法定原則之下，行為人之行為在客觀上符合刑法所規定的犯罪行為構成要件，其具有客觀歸責性（結果犯）或行為與結果之間存在因果關係（但請注意，僅有結果犯需討論因果關係），在主觀上也符合刑法所規定的主觀構成要件，即行為人具有故意或過失，則可以認定該行為構成要件該當性。
舉例而言，過失致人於死罪之犯罪客觀構成要件為致人於死，主觀構成要件為過失，刑法亦有特別規定處罰過失致死罪。則某甲因過失致人於死則符合過失致死罪之構成要件，具有構成要件該當性。

## 違法性
具備違法性是指行為人沒有阻卻違法事由，阻卻違法事由是法律賦予行為人因為某些特定原因所為構成要件行為而得以免於構成犯罪的理由，包括正當防衛、緊急避難等法定的違法阻卻事由，以及自救行為、義務衝突等超法規的違法阻卻事由。
與構成要件該當性不同之處在於，構成要件該當性是積極檢驗行為是否為法律所禁止，而違法性則是消極檢驗行為是否為法律所允許。構成要件該當的行為，必須在法益衡量以及法秩序的違反上面進一步的作檢驗，包含了所謂的行為無價值（行為不法）以及結果無價值（結果不法）。

## 有責性
罪責指的是「對於行為人個人決定為違法行為的非難，並且決定予以刑罰制裁」。罪責最重要的意涵是，對於行為人人格的尊重，因此如果行為人沒有能力作其他的合法行為，那麼他需要的是教育，而不是刑罰。所以如果行為人因為年齡，精神狀態導致價值判斷有問題，沒有辦法為合法行為，我們認為他不具備罪責；如果行為人個案中不可避免的價值判斷出了差錯，我們也認為沒有罪責，這就是以下罪責能力和不法意識的問題。不法意識和不法意圖不同，後者是構成要件該當性要判斷的對象。而不法意識在於判斷行為人是否具有責任能力與可非難性。
「責任能力」的要求在於，行為人為其行為承擔刑事責任的前提是其具有自由意志。若行為人做出行為時處於精神病發、沒有判斷力的狀態，則無責任能力，不構成犯罪。而對於特定的罪名，往往也有刑事責任年齡要求，行為人未達到特定年齡時，因不具有相應判斷力，而所做行為不構成犯罪。但對於原因自由行為，例如因飲酒而導致喪失判斷力、做出犯罪行為，則依然應視作符合有責性要求，不能免除罪責。
「可非難性」要求行為人認識到、或至少可能認識到其行為違法。若行為人理應無法認識到其行為違法，則不能就其違法行為將其定罪。若行為人理當誤認為其行為不違法、或誤認為其自身已獲得許可，因其無可非難，而不構成犯罪。若行為人基於合理的假想防卫而行動，因其無可非難，而不構成犯罪。若行為人為了逃脫現時的、危機自身生命的情形，而无可避免地將危險轉嫁於他人，因依常理無法期待其作出保護法益的行為，該行為不構成犯罪。

## 不同學說
三階理論目前為台灣和德國刑法學界的主流，而少數的代表為刑法犯罪二階理論（例如國立台灣大學教授黃榮堅），其餘還有四階理論和五階理論。
中華人民共和國刑事法律理論中，三階段理論與四要件理論並存。

## 外部連結
- 【刑法筆記】三階理論：犯罪的成立要件！ （页面存档备份，存于）